# Joran van der Sloot

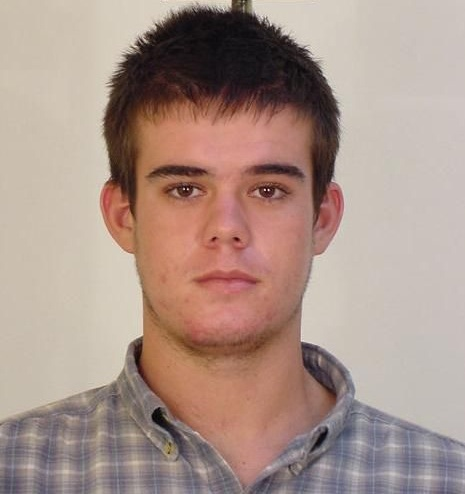
Joran van der Sloot (2005)

Joran Andreas Petrus van der Sloot ([ˈjoːrɑɱ vɑn dər ˈsloːt]; * 6. August 1987 in Arnhem) ist ein niederländischer Mörder.

## Leben
Van der Sloot  tötete 2010 Stephany Flores Ramírez in Lima. Er ist auch der Hauptverdächtige im Fall des Verschwindens von Natalee Holloway im Jahr 2005. Nach der Ermordung von Flores am 30. Mai 2010 – auf den Tag genau fünf Jahre nach dem Verschwinden von Holloway – floh van der Sloot nach Chile, wo er verhaftet und nach Peru ausgeliefert wurde, um dort zu dem Mord befragt zu werden.
Am 7. Juni 2010 gestand er, Flores erschlagen zu haben. Später versuchte er, sein Geständnis formell zu widerrufen, und behauptete, er sei von der peruanischen Polizei eingeschüchtert und vom FBI reingelegt worden. Ein peruanischer Richter entschied am 25. Juni 2010, dass das Geständnis gültig sei, und am 13. Januar 2012 wurde van der Sloot für den Mord an Flores zu 28 Jahren Haft verurteilt. Im Januar 2023 wurde seine Strafe um weitere 18 Jahre erhöht, weil er im Gefängnis mit Kokain gehandelt hatte. Am 10. Mai 2023 kündigte Holloways Mutter in einer Erklärung an, dass van der Sloot an die Vereinigten Staaten ausgeliefert werden würde. Am 8. Juni 2023 wurde van der Sloot offiziell an die Vereinigten Staaten ausgeliefert, um sich dort wegen Erpressung und Betruges vor Gericht zu verantworten, wobei beide Anklagepunkte mit dem Verschwinden von Holloway in Verbindung stehen.
Während er fünf Jahre zuvor auf Aruba lebte, wurde van der Sloot zum Hauptverdächtigen im Zusammenhang mit dem Verschwinden von Natalee Holloway, einer 18-jährigen Amerikanerin, die am 30. Mai 2005 auf der Insel verschwand. Van der Sloot wurde von einem Bundesgericht in den USA wegen Betrugs und Erpressung im Zusammenhang mit dem Verbleib von Holloway angeklagt.
Am 18. Oktober 2023 gestand er den Mord an Natalee Holloway.
Die Fälle Holloway und Flores erregten große Aufmerksamkeit in den Medien; das Time-Magazine erklärte die Verhaftung von van der Sloot zum wichtigsten Kriminalfall des Jahres 2010. Van der Sloot war Gegenstand der internationalen Berichterstattung aus dem Gefängnis, was zu Kontroversen führte, die die Untersuchung und Suspendierung mehrerer peruanischer Beamter zur Folge hatten.